# 坂庭淳史
坂庭 淳史（さかにわ あつし、1972年 - ）は、日本のロシア文学者。早稲田大学教授。

## 略歴
東京都生まれ。1996年早稲田大学文学部露文科卒、2000年同大学院博士課程中退、文学部助手（2002年まで）。2005年「フョードル・チュッチェフ研究 19世紀ロシアの「自己意識」」で文学博士。2008年早稲田大学文学学術院専任講師、2011年准教授、2016年教授。NHKの「まいにちロシア語」にも出演。

## 著書
- 『現代ロシアのジェスチャー』東洋書店 ユーラシア・ブックレット 2003
- 『フョードル・チュッチェフ研究 十九世紀ロシアの「自己意識」』マニュアルハウス 2007
- 『日本文学ロシア人はどう読んでいるか』東洋書店 ユーラシア・ブックレット 2013
- 『プーシキンを読む 研究のファースト・ステップ』ナウカ出版 『名作に学ぶロシア語』読本シリーズ 2014

### 翻訳
- アレクサンドル・ソルジェニーツィン『廃墟のなかのロシア』井桁貞義・上野理恵共訳 草思社 2000
- アルセーニー・タルコフスキー『雪が降るまえに 詩集』鳥影社 2007
- アレクサンドル・プーシキン 『大尉の娘』光文社古典新訳文庫 2019

## 論文
- <坂庭淳史